# Podișul Moldovei de Nord
Podișul Moldovei de Nord (cunoscut în nomenclatura ucraineană și ca Podișul Pocuția–Basarabia)  este o subregiune de podiș a Podișului Moldovei.

## Delimitare
Se delimitează între Podișul Pocuției, Podișul Sucevei, Câmpia Moldovei și Podișul Nistrului – aflate la sud-vest și sud-est și râul Nistru (respectiv Podișul Podoliei), aflat la nord. Este drenat în partea sa sudică de râul Prut. În partea sa centrală se află Frontiera între Republica Moldova și Ucraina.

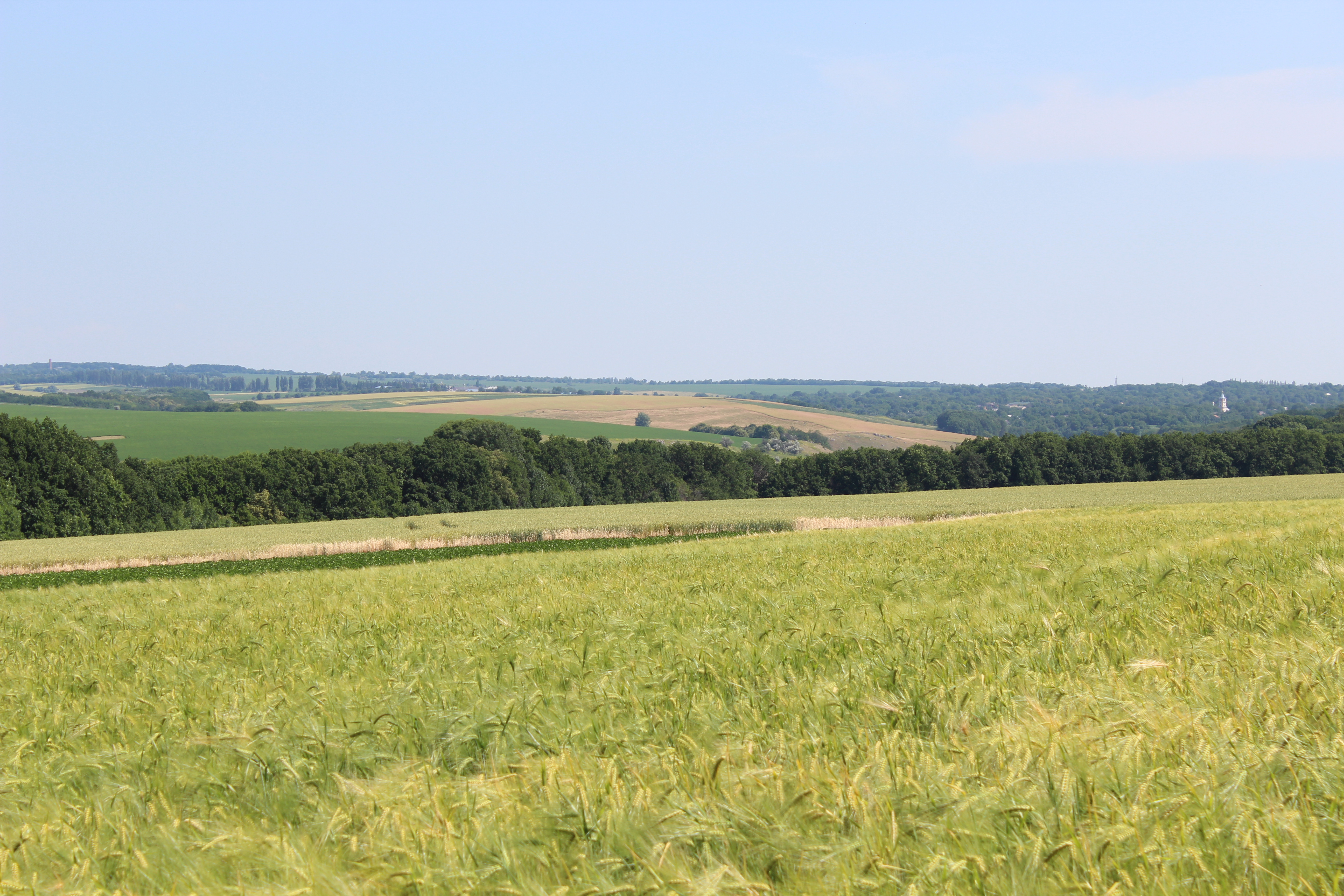
La sud-vest de Hotin.

Diviziunile sale geografice principale variază în funcție de autor, acestea fiind:
- Dealurile Horodenkăi[1] (controversat)[3]
- Podișul Hotinului
- Platoul Moldovei[3] (Podișul Moldovei de Nord-Est)[4]

Uneori Dealurile Horodenkăi sunt incluse împreună cu Dealurile Colomeei subunității nordice a Podișului Pocuției, denumită Podișul Pocuției de Nord. De asemenea, există autori care includ Podișului Moldovei de Nord următoarele: Câmpia Prutului de Mijloc, Câmpia Cuboltei (a Bălților), precum și Podișul Nistrului.

## Caracteristici

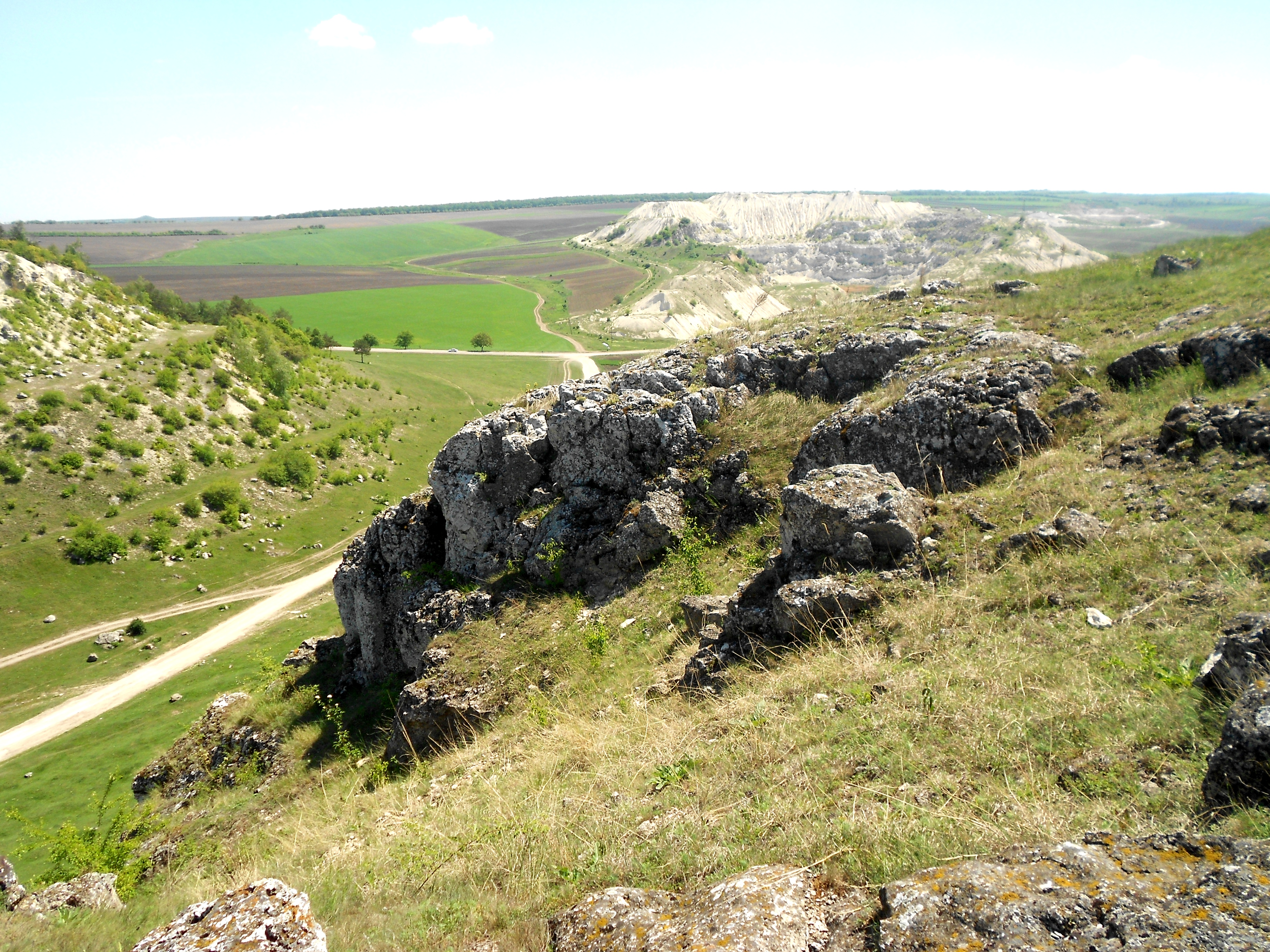
Toltre (Fetești, Edineț)

În Republica Moldova aspectul podișului este de platou, relieful podișului, relativ plat, fiind slab fragmentat. Excepțiile sunt reprezentate de văile Nistrului și Prutului precum și ale afluenților acetora, unde relieful este mai fragmentat, cu aspecte originale în regiunea Toltrelor Prutului, unde râurile au sculptat defileuri și chei în masivele de calcar recifal (toltre), ce asociază procese carstice.